# カシアスRECORDS
カシアスRECORDS（カシアスレコーズ）は、2006年6月20日1:08 - 1:59（JST）にフジテレビ系登龍門ニューカマーズで放送したバラエティー系音楽番組。

## 内容
ゲストのアーティストに島田紳助作詞、BORO作曲による新曲を楽曲提供するのがテーマの番組。
ゲストの人生をVTRで紹介してトークをし、最後に出来上がった曲を歌ってもらい、ゲストが自ら判断する。
契約書で「はい」に丸がつくと正式に楽曲提供成立となる。
ちなみに、島田紳助の音楽番組出演は、日本テレビ系歌のトップテン以来となる。
ちなみに出演者のほとんどが当時の『クイズ!ヘキサゴンII』の出演者である。

## 出演
- 社長・カシアス島田：島田紳助
- 営業課長：高原兄
- 営業：次長課長(河本準一・井上聡)
- 秘書：中村仁美（フジテレビアナウンサー）
- 作曲家：BORO
- ナレーション：牧原俊幸（フジテレビアナウンサー）

## ゲストアーティスト
- 上田正樹
- 香田晋

## VTRゲスト
- YOSHIKI

## 放送後
この番組の企画で生まれた香田晋の「おかあさん」は『クイズ!ヘキサゴンII』のエンディングテーマに使用された。
一方、「カシアス島田」と言う役名は島田紳助が作詞・プロデュースする際の名義として使用されている。2008年以降の
『クイズ!ヘキサゴンII』関連においてラクダとカッパ「ラクダになるぞ」以降、それまでの島田紳助からカシアス島田に切り替えた。それとともに発表当時紳助名義だったPabo「恋のヘキサゴン」と羞恥心「羞恥心」もカシアス名義として紹介されるようになった。
ただし、ヘキサゴン関連以外の楽曲では引き続き紳助名義となる。例えば「我が敵は我にあり」の場合、羞恥心版はカシアス名義だが、RYOEI版は紳助名義となる。一方、日本テレビ系『人生が変わる1分間の深イイ話』の「新撰組プロジェクト」用の楽曲では「島田紳助（カシアス島田）」として併記されている。

## 関連サイト
- フジテレビホームページ